# Höhe (Quartier)
Das Wuppertaler Wohnquartier Höhe ist eines von neun Quartieren des Stadtbezirks Vohwinkel.

## Geschichte
Höhe ist eine alte Ortsbezeichnung, die mehrere Höfe in dem Gebiet trugen: Unterste oder Küppers Höhe, Schäfers Höhe, Rauen Höhe, Engels- oder Oberste Höhe.
Die Höfe gehörten bis zu Beginn des 19. Jahrhunderts zur Oberste Honschaft Haan im bergischen Amt Solingen. Sie gehörten zum Kirchspiel Haan und kamen 1894 nach Vohwinkel, das 1929 mit Elberfeld und Barmen zu Wuppertal vereinigt wurde.

## Beschreibung des heutigen Wohnquartiers
Das schlauchförmige, 1,22 km² große Wohnquartier ist stark besiedelt und wird im Norden von der Bundesautobahn 46 und im Süden von der Grenze zur Nachbarstadt Solingen umschlossen. Im Osten grenzt es an das Waldgebiet Klosterbusch des Staatsforstes Burgholz. Das Quartier wird durch die nord-südlich verlaufende Gräfrather Straße in zwei Teile gegliedert, den Bereich Engelshöhe – Elfenhang – Höhe im Westen und Roßkamper Höhe – Dasnöckel (Nöckel oder Nockel, früher gebraucht für Hügel) im Osten. Erste Wohnbauten wurden im frühen 20. Jahrhundert entlang der Gräfrather Straße und auf dem Höhenweg errichtet, der heute als Straße Höhe die Ost-West-Achse des Viertels bildet. Das meiste Gelände nördlich dieser Straße wurde in den 1970er Jahren bebaut, größtenteils durch öffentlichen Wohnungsbau in mehrgeschossigen Baublöcken und Hochhäusern. Dazwischen befinden sich einige neuere Einfamilienhaus-Gebiete und mit dem Gebiet Bracken/Bies ein teils baumbestandener Wiesengrund um einige alte Gutshöfe. Der Südostzipfel des Quartiers wird gewerblich genutzt, hier befindet sich neben einem Lebensmittelmarkt auch das Bergische Krematorium.
Die Bevölkerungsstruktur weist einen besonders hohen Anteil jüngerer Bewohner auf, Ende 2005 war die Quote der unter 21-Jährigen mit rund 30 % die höchste in Wuppertal. Der Anteil an Bewohnern mit Migrationshintergrund ist in der Gruppe der Einwohner bis 27 Jahre mit 56,6 % ebenfalls der höchste im Stadtgebiet. Darunter befinden sich besonders viele Einwanderer aus osteuropäischen und ehemaligen Staaten der Sowjetunion. Rund 17 % der Einwohner sind Muslime. 2006 waren rund ein Viertel der Bevölkerung bis 65 Jahre Empfänger des Arbeitslosengelds II. Aufgrund dieser Bevölkerungsstruktur und durch das Fehlen von entsprechenden sozialen Angeboten besonders an Jugendliche gilt das Quartier als sozialer Brennpunkt, das im besonderen Fokus der Stadtentwicklung steht. Im Quartier ist wenig Gewerbe angesiedelt, dafür ist es gut durch Einzelhandelsketten nahversorgt. Im Quartier befinden sich eine Grundschule, ein Jugendzentrum und eine Jugendverkehrsschule.
Im Wohnquartier befand sich mit dem Wasserbehälter Bolthausen ein wichtiges Element der Wuppertaler Trinkwasserversorgung. Markant ist der Wasserturm Roßkamper Höhe.

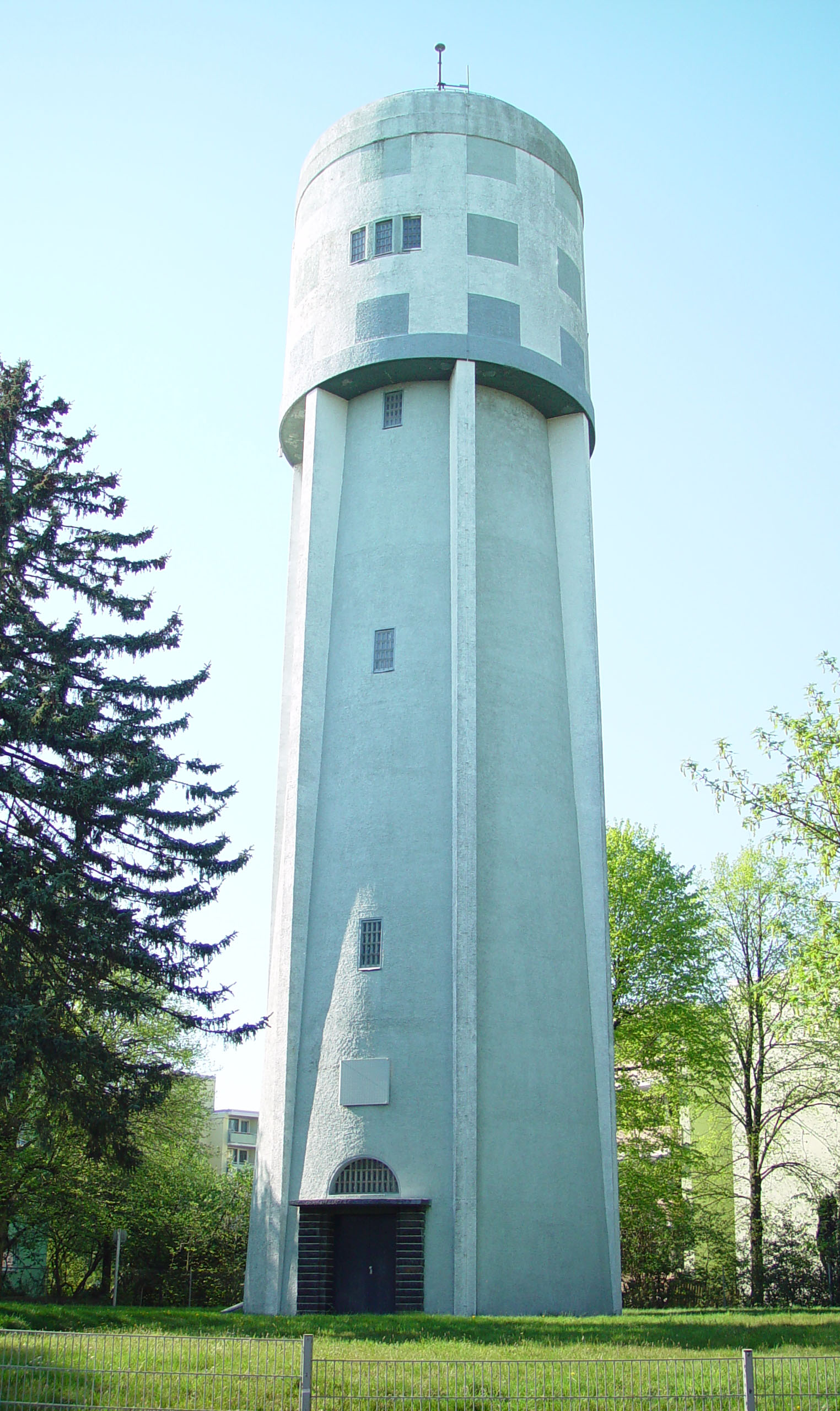
Wasserturm Roßkamper Höhe